# Patti parasociali
I patti parasociali sono degli accordi tra soggetti appartenenti ad una stessa società al fine di allearsi e di regolare l'agire comune all'interno della società.

## Natura e nozione
La natura giuridica dei patti parasociali è quella di contratti plurilaterali con comunione di scopo. Lo scopo comune è quello della "stabilizzazione dell'assetto proprietario" di una S.p.A. o del suo controllo. Un dato essenziale che va sottolineato è che tali patti hanno un'efficacia puramente obbligatoria e non reale. Questo significa che il patto produce effetti solo tra i sottoscrittori e non verso i terzi: un eventuale rottura del patto può valere solo come colpa contrattuale tra i soggetti sottoscrittori, ma non è opponibile ai terzi. Per fare un esempio, un voto in assemblea contrario al patto produrrà la responsabilità contrattuale di chi ha leso il patto di fronte agli altri sottoscrittori, ma non toccherà il piano della legittimità della delibera assembleare.
Sono due piani differenti, uno dei quali esterno a quello societario.
Spesso per rendere più efficaci questi patti, viene sottoscritta anche una clausola penale che comporta il pagamento di una somma (spesso ingente) per il sol fatto di aver rotto l'accordo, indipendentemente dalla dimostrazione di un effettivo danno subito che costituirebbe il presupposto di un'azione di risarcimento.
Prima del D.lgs. 24 febbraio 1998, n. 58 (T.U. sulla Finanza) i patti parasociali erano una realtà della prassi, ma non avevano un riconoscimento normativo. Nella vita reale erano gli strumenti di controllo delle S.p.A., ma non vi si accompagnavano né obblighi di pubblicità e trasparenza, né limiti di durata. Parte della dottrina li riteneva illeciti. Dal T.U. sulla Finanza in poi tale istituto è stato legittimato e regolato, prima per la sola S.p.A. quotata, poi (dalla riforma del 2003) anche per la S.p.A. di tipo chiuso e per quella aperta ma non quotata.
La durata massima di cinque anni può essere derogata qualora i patti parasociali si inseriscano in un contesto di concertazione fra soci di natura più ampia. Tale situazione è esemplificata dal patto parasociale di una Srl che ha durata superiore a cinque anni e non rinnovabile, ovvero da patto di non-concorrenza e controllo congiunto di un'impresa comune. Il controllo congiunto può sussistere quando i co-controllanti dispongono di un pari numero di rappresentanti negli organismi decisionali oppure godono di un diritto di veto sulle decisioni strategiche (fusioni, acquisizioni, cessioni di società e impianti produttivi) loro attribuito dalla statuto societario, dai patti parasociali o da altre tipologie di accordi.
Data la natura contrattuale dei patti parasociali la base di disciplina applicabile è quella generale dei contratti. Su due aspetti particolari il legislatore ha voluto però dettare delle norme particolari: durata e pubblicità del patto. Proprio nella disciplina di questi due aspetti si può notare come si attui la diversificazione tra i tre diversi tipi reali di S.p.A.

### Principali tipi di patti
I principali tipi di patti (o sindacati) sono:
- Sindacati di voto attraverso i quali ci si obbliga a votare in un certo modo nell'assemblea degli azionisti.
- Sindacati di blocco mediante i quali ci si obbliga a non cedere a terzi la propria partecipazione, salvo aver concesso la prelazione agli altri soggetti facenti parte del patto, inoltre vi sono altre due clausole inseribili nei sindacati di blocco: clausola di gradimento e clausola di riscatto

Spesso per garantirne l'efficacia vengono stipulati entrambi i sindacati con il risultato di avere il controllo del voto e l'assicurazione della stabilità del patto.

## Società chiuse
Benché gli articoli del codice civile che si riferiscono ai patti parasociali siano il 2341 bis (durata) e 2341 ter (pubblicità), solo il primo si può applicare alle società per azioni cosiddette "chiuse", in quanto il secondo si riferisce solo alle S.p.A. facenti ricorso al mercato dei capitali di rischio. Ne consegue che dei due aspetti, durata e pubblicità dei patti, risulta disciplinato nelle S.p.A. chiuse solo quello relativo alla durata.
Nell'art. 2341 bis viene individuata la fattispecie sottoposta a disciplina: non tutti i patti stipulati tra i soci ma solo alcuni, quelli che "al fine di stabilizzare gli assetti proprietari o il governo della società:
- hanno per oggetto l'esercizio del diritto di voto nelle società per azioni o nelle società che le controllano;
- pongono limiti al trasferimento delle relative azioni o delle partecipazioni in società che le controllano;
- hanno per oggetto o per effetto l'esercizio anche congiunto di un'influenza dominante su tali società"

Si tratta dei sindacati di voto o di blocco. Tali patti non possono avere una durata superiore a 5 anni, e in caso che sia stata prevista una durata maggiore il termine quinquennale viene imposto di diritto (nullità della clausola con sostituzione, ex art. 1419, 2° comma c.c.). I patti sono però rinnovabili.
È prevista anche la possibilità di stipulare patti con durata indeterminata, salva la facoltà di recesso con preavviso di sei mesi. Sono escluse dall'applicazione della disciplina del 2341 bis le cosiddette "joint venture".

## Società aperte non quotate
Alle società che fanno ricorso al mercato dei capitali di rischio ma che non sono quotate si applica sia la disciplina sopra menzionata dell'art. 2341 bis in tema di durata del patto (in quanto disciplina comune a tutte le S.p.A.), sia quella dell'art. 2341 ter sulla pubblicità.
La norma prescrive che nelle S.p.A. aperte non quotate ai patti venga data una duplice pubblicità:
- comunicazione alla società
- dichiarazione in apertura di ogni assemblea (con trascrizione nel verbale e deposito presso il registro delle imprese).

Il problema che sorge è sul profilo delle eventuali sanzioni a comportamenti che vadano contro questa regola. L'unica prevista è nel caso di mancata dichiarazione in apertura dell'assemblea e comporta il divieto di esercitare il diritto di voto per i soggetti parte del patto e la possibilità di impugnativa della delibera adottata con il voto determinante dei soggetti che hanno stipulato il patto di sindacato.

## Società aperte quotate
Il primo problema che si è posto in seguito all'emanazione della disciplina codicistica dei patti parasociali nel 2003 è stato se questa si applicasse anche alle S.p.A. quotate, per le quali esisteva già una disciplina speciale agli artt. 122 e 123 del T.U. sulla Finanza (D.lgs. 24 febbraio 1998, n. 58). Il comma 5 bis (aggiunto all'art. 122 con il D.lgs 6 febbraio 2004, n. 37) ha fugato ogni dubbio sancendo l'inapplicabilità della disciplina codicistica degli artt. 2341 bis e ter alle S.p.A. quotate. Ne consegue che la disciplina applicabile è solo quella di cui agli artt.122 e 123. 
L'art. 122 detta la disciplina in termini di pubblicità:
"I patti, in qualunque forma stipulati, aventi per oggetto l'esercizio del diritto di voto nelle società con azioni quotate e nelle società che le controllano sono:
1. comunicati alla CONSOB entro cinque giorni dalla stipulazione;
2. pubblicati per estratto sulla stampa quotidiana entro dieci giorni dalla stipulazione;
3. depositati presso il registro delle imprese del luogo ove la società ha la sede legale entro quindici giorni dalla stipulazione."

La sanzione per l'inosservanza è molto pesante: nullità del patto (gli aderenti al sindacato possono rompere l'accordo senza incorrere in nessuna conseguenza) e divieto di esercizio del diritto di voto in assemblea. 
L'inosservanza di tale divieto comporta che la deliberazione adottata in assemblea, con il voto determinante delle azioni aderenti al patto (art. 14, comma 5, Tuf) è impugnabile ex art 2377 del codice civile.
L'impugnazione delle delibere viziate è proponibile anche dalla CONSOB, nel termine lungo di 180 giorni.
L'art. 123 disciplina la durata del patto in modo analogo a quello descritto per le S.p.A. aperte ma non quotate, con la differenza che il limite massimo è di tre anni, invece che di cinque. L'ultimo comma dell'art.123 prevede invece un correttivo per non paralizzare l'assetto proprietario di una società: in caso di offerta pubblica d'acquisto o di scambio gli aderenti al patto di sindacato della società gravata da offerta hanno la possibilità di recedere dal patto senza preavviso (e senza dover risarcire nessuno).